# Névoa
Núria Piferrer Anguelu (Barcelona, 7 de juny de 1971), coneguda artísticament com a Névoa és una fadista, cantant i actriu catalana. En el seu repertori destaca principalment el fado portuguès, però també en català (per exemple, la cançó de Joan Manuel Serrat: De mica en mica (en el disc: Fado distraído) o La mar nostra (en el disc: Història de Catalunya en cançons 2.0).

## Biografia
Els primers anys va formar part de l'Orfeó Català entre 1985 i 1996. L'any 1998 s'incorpora a la companyia Dagoll Dagom per fer la gira espanyola de l'espectacle Els Pirates, basat en música d'Arthur Sullivan, i l'any següent va entrar a formar part del grup de música tradicional grega Vradiaki.
La següent etapa, ja iniciat el projecte de Névoa, es caracteritza per una col·laboració artística constant amb el compositor Eduard Iniesta, amb qui treballa en diversos projectes musicals: Quatre de cors (1998), Hi ha quelcom que no va bé (2000), De viatges (2004) i Òmnibus (2004).
El 2006 estrena dos espectacles: Cançons de la República, amb Mario Mas, i Creuats pels estrets (Música de la Mediterrània), amb Toni Xuclà. L'any següent estrena dos espectacles més, dirigits per Jordi Prat i Coll: Frida en el mirall i Pensaments escrits al caure de les fulles, aquest darrer presentat en el Festival Temporada Alta (2007).
L'any 2011 va participar com a solista a l'espectacle Cançons d'amor i de mort (Poesia d'Ausiàs March i música de Joan Díaz) acompanyada per la Cobla Sant Jordi, estrenat al Festival de la Porta Ferrada de Sant Feliu de Guíxols. A més, participa en els discs Suite urbana del guitarrista Vicens Martín i +Declaracions de la pianista Clara Peya.
El 2017 presenta un repertori de fado tradicional acompanyada de l'Orquestra Simfònica Julià Carbonell de les Terres de Lleida. L'any següent va compondre, conjuntament amb Vicenç Solsona el fado Redenção a la sèrie Matadero per a Diagonal TV-Antena 3 i dirigida per Jordi Frades. A més, escriu i interpreta el fado Luto en el film Elisa y Marcela (2019), d'Isabel Coixet.

## Discografia
- 2000. Fados i fades (Audiovisuals de Sarrià)
- 2002. Mar de Fado (Columna Música)
- 2004. Fado distraído (Columna Música)
- 2008. Entre pedres i peixos (Temps Record)
- 2010. Névoa en directe (Estranya forma de vida + DVD Entre les pedres i els peixos) (La col·lecció del Taller, Taller de Músics)
- 2014. Orlando (Temps Record)
- 2014. Névoa + Vicenç Solsona (vol. 1) The Jamboree sessions (Quadrant Records)
- 2019. Névoa + Vicenç Solsona (vol. 2) Consciència de classe (Temps Record)
- 2021. Cançõns. Névoa & La Flama de Farners (Rocket Music)
- 2023. Névoa + Vicenç Solsona (vol. 3) Paraula d'Amália (Temps Record)